# Connect6
Connect6 (англ. connect — соединять) — настольная логическая игра, предложенная в 2003 году профессором Национального университета Цзяотун (Тайвань) У Ичэном. Является одной из игр семейства «Крестики-нолики N в ряд»: на разграфлённом перпендикулярными линиями поле игроки поочерёдно выставляют фишки (камни) своего цвета, побеждает тот, кто первым построит ряд из 6 камней.

## Правила
Правила игры очень просты и основаны на традиционной азиатской игре гомоку («пять в ряд»). Два игрока (чёрные и белые) по очереди выставляют в пустые пересечения линий расчерченной в клетку доски свои фишки (камни). Первым ходом чёрные выставляют один камень в центр доски, а во все последующие ходы обоих игроков выставляется по два камня. Выигрывает тот, кто своим ходом выставит шесть или более камней подряд по горизонтали, вертикали или диагонали.
Обычно для игры используется доска для Го 19×19, но поскольку во время игры фишки не снимаются с доски, можно играть и на бумаге.
Игра считается приблизительно равной для чёрных и белых и сложной для анализа.

## История
Известным недостатком игры гомоку является то, что её правила дают чёрным (которые делают первый ход) преимущество, при правильной игре достаточное для победы. Чтобы сохранить интерес к игре на высоком профессиональном уровне, в разные годы предпринималось множество попыток уравнять шансы игроков путём ограничений на построение определённых конфигураций (японское рэндзю) либо введения специальной процедуры начала партии (целое семейство игр «пять в ряд», см. статью).
Создатели Connect6 выбрали другой путь: изменив порядок ходов они добились уравнения шансов игроков без усложнения правил и введения искусственных ограничений. Неизвестно, кто первый придумал правила для Connect6. Считается, что идея игры появилась в интернете примерно в 1999 году в популярном китайском ресурсе BBS (bbs.mit.edu, сейчас www.mitbbs.com).
В 2003 году профессор У Ичэн, осознав потенциальную привлекательность игры для широких масс, приступил к изучению её правил. Он создал компьютерную программу, с помощью которой доказал, что игра обладает достаточным уровнем объективности и сложности.
В первом квартале 2005 года игровая программа была представлена на 11-й Конференции достижений компьютерных игр в Тайбэе. В сентябре ThinkNewIdea Limited создала первой игровой сервер для Connect6. В том же году основан сайт поклонников игры www.connect6.org.
16 июля 2006 года в Синьчжу при спонсорской поддержке университета стартовал Первый ежегодный открытый турнир по Connect6.

### Интернет-серверы
Сайты, на которых можно поиграть в Connect6 в Интернете:
- pente.org;
- BrainKing;
- Little Golem;
- igGameCenter.